# Mehmed Alì Pascià
Mehmed Ali Pascià (Costantinopoli, 5 marzo 1815 – 7 settembre 1871) è stato un politico ottomano durante il periodo Tanzimat, meglio conosciuto come l'architetto dell'Editto di riforma ottomana del 1856, e per il suo ruolo nel Trattato di Parigi (1856) che pose fine alla guerra di Crimea. Âli Pascià era ampiamente considerato come uno statista abile e capace, e spesso accreditato per aver posticipato la dissoluzione dell'impero.
Inizialmente ambasciatore in Europa, divenne ministro degli Esteri, presidente del consiglio e Gran Visir.
Fu da sempre un convinto riformista e fuse l'impero ottomano in una salda unità.
Âli Pascià ha sostenuto uno stile di riforma occidentale per modernizzare l'impero, compresa la secolarizzazione dello stato e il miglioramento delle libertà civili. Ha lavorato per pacificare i movimenti nazionalisti e allo stesso tempo respingere gli aggressori stranieri che cercavano di indebolire il controllo ottomano. Ha sostenuto per un nazionalismo ottomano che avrebbe sostituito diverse lealtà etniche e religiose.
Dalle umili origini come figlio di un portinaio, Âli Pascià salì nei ranghi dello stato ottomano e divenne ministro degli Affari esteri per un breve periodo nel 1840, e di nuovo nel 1846. Diventò Gran Visir per alcuni mesi nel 1852, poi di nuovo ministro degli Esteri nel 1854. Tra il 1855 e il 1871 si alternò tra i due lavori, ricoprendo infine la carica di ministro degli Esteri sette volte e di Gran Visir cinque volte nella sua vita. Nel 1851 fu insignito dell'Ordine dell'Aquila Rossa, I Classe (per i non cristiani).
Massone, fu membro della Gran Loggia dei Liberi e Accettati Muratori di Turchia.

## Primi anni
Mehmed Emin Âli Pascià nacque il 5 marzo 1815 a Costantinopoli in una casa di modesta. Era figlio di un negoziante, senza istruzione formale tranne i tre anni di scuola elementare. Fu alle elementari che Ali Pascià imparò a leggere e scrivere oltre a memorizzare alcune sure del Corano. Tuttavia, Âli Pascià continuò a istruirsi, imparando il francese. Iniziò la sua lunga carriera nel servizio pubblico all'età di 14 anni come impiegato nel consiglio imperiale. L'anno successivo Âli Pascià fu trasferito al dipartimento dei registri del Consiglio Imperiale. Ancora una volta Âli Pascià fu trasferito un anno dopo, questa volta all'ufficio di traduzione.

## Ufficio di traduzione
L'ufficio di traduzione (in turco Tercüme Odası, noto in italiano come l'ufficio del dragomanno dal turco tercüme, "traduzione") fu istituito in risposta all'indipendenza greca. Ciò era dovuto al fatto che, prima dell'indipendenza greca, molti greci svolgevano l'incarico di traduttori negli affari del governo. Di conseguenza, la rivolta greca per l'indipendenza provocò un esodo dei traduttori greci che lavoravano per il governo creando una carenza di traduttori. Inoltre, gli affari interni, tra cui la sconfitta degli eserciti ottomani per mano degli egiziani e il trattato di Hünkâr İskelesi con i russi, la diplomazia divenne più importante. Tali sviluppi non solo portarono alla crescita all'interno dell'Ufficio di traduzione, ma anche ad una maggiore analisi da parte dell'Ufficio di traduzione che portò un aumento dei salari. Il lavoro, tuttavia, non solo migliorò le sorti di Ali Pascià nella vita; ebbe anche un impatto sulle sue politiche future. Ad esempio, Âli Pascià e altri nell'Ufficio di traduzione, come il futuro compagno di Âli Pascià nella riforma, Mehmed Fuad Pascià, acquisirono l'esperienza necessaria nel mondo della diplomazia attraverso il lavoro di traduzione proprio in quel campo. Questa esposizione alla sfera diplomatica allontanò Mehmed Emin Âli Pascià dai valori della società ottomana tradizionale,  sviluppando in lui i valori di un burocrate razionale.

## Mustafa Reşid Pascià
Nel 1835 Âli Pascià fu nominato secondo segretario dell'Ambasciata a Vienna, dove studiò l'organizzazione dell'Impero austriaco. Alcuni anni dopo Âli Pascià si ritrovò come consigliere di Mustafa Reşid Pascià. Sebbene Mustafa Reşid Pascià fosse solo ambasciatore alla Corte di San Giacomo, meglio conosciuta come la corte reale della Gran Bretagna, sarebbe stato nominato Gran Visir nel 1839 e iniziò un periodo di riforma nell'Impero Ottomano, noto come Riforma di Tenzimat. Mustafa lasciò Ali Pascià in carica mentre tornava nell'impero ottomano per assumere la sua posizione di Gran Visir. Questo sviluppo alla fine avrebbe portato Âli Pascià ad essere nominato ambasciatore ufficiale e avrebbe continuato a salire sempre più in alto in carica politica.

## Guerra di Crimea
Nel 1854 durante la guerra di Crimea Âli Pascià fu richiamato dal pensionamento per riprendere per la seconda volta il portafoglio degli affari esteri sotto Reshid Pascià e in tale veste partecipò nel 1855 alla conferenza di Vienna. Nel 1855 divenne nuovamente Gran Visir per un anno, carica che ricoprì non meno di cinque volte; in quel ruolo rappresentò la Porta al Congresso di Parigi nel 1856 e firmò il trattato di pace che pose fine alla guerra di Crimea.

## Ambasciatore

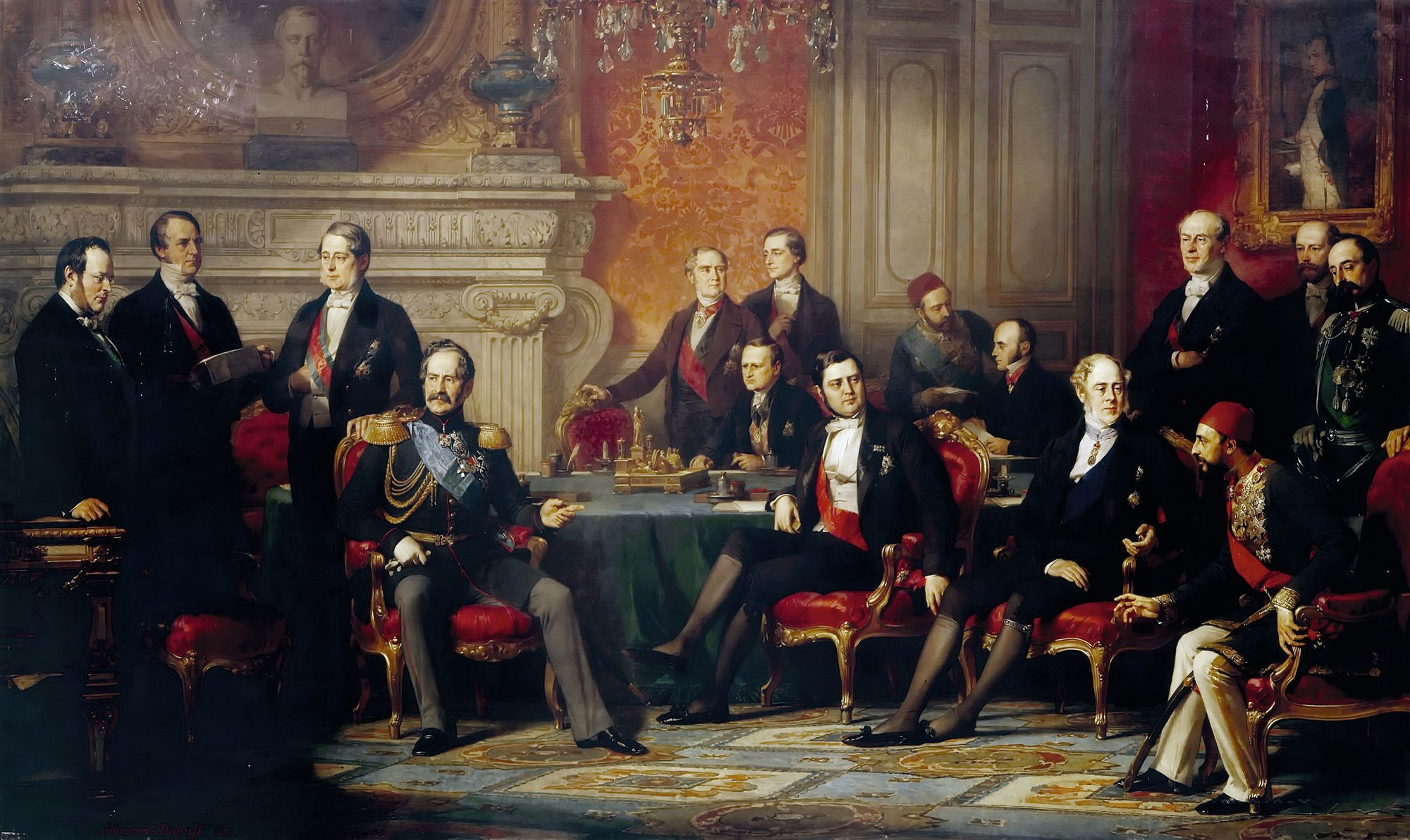
Mehmed Emin Âli Pascià (all'estrema destra) al Congresso di Parigi (1856)

Nel 1846 Mehmed Emin Âli Pascià fu nominato Ministro degli Affari Esteri sotto Mustafa Pascià, il che non sorprende data la sua abilità ben affinata in diplomazia. Il sultano Abdül Aziz, che spesso si scontrò con Âli Pascià per i poteri del Gran Visir, ammise di non poter sostituire un uomo così riconosciuto in Europa. Fu durante il suo ruolo di ambasciatore che Âli Pascià promosse l'amicizia con l'Inghilterra e la Francia e incorporò le pratiche occidentali nell'impero ottomano. Ad esempio, sulla base della sua esperienza del sistema educativo francese, Âli Pascià pose le fondamenta del prestigioso Liceo Galatasaray nella sua forma moderna, dove i bambini delle minoranze religiose venivano istruiti tra gli studenti musulmani. Questo è stato fatto in modo che le persone di altre religioni smettessero di vedere i turchi come nemici. Le responsabilità e il riconoscimento di Âli Pascià aumentarono ulteriormente quando fu scelto come delegato principale per i colloqui di pace, mentre fu nuovamente nominato Gran Visir nel Congresso di Vienna del 1855, dopo la guerra di Crimea. Fu lì che formò un accordo di pace che includesse l'Impero Ottomano nel Concerto d'Europa, un equilibrio di potere tra le nazioni europee, e che le altre potenze del Concerto d'Europa avrebbero rispettato i territori dell'Impero Ottomano e la sua indipendenza. Successivamente, fu leggermente modificato e incorporato nell'articolo sette del trattato di Parigi del 1856.

## Editto del 1856
Sebbene l'intervento di Inghilterra, Francia e del Regno di Sardegna nella guerra di Crimea, oltre al Trattato di Parigi del 1856, salvò l'Impero Ottomano dalla Russia, l'Impero Ottomano stava ora affrontando pressioni esterne dai suoi salvatori per trattare tutti i loro cittadini allo stesso modo indipendentemente della religione. In risposta, il Gran Visir Âli Pascià formulò l'editto (Hatt-ı Hümayun) di riforma del 1856, che prometteva uguaglianza a tutti di fronte alla legge, apriva uffici civili a tutti i soggetti, garantiva la sicurezza della vita e della proprietà dei non musulmani e prometteva che non si sarebbe costretti a cambiare religione. Di conseguenza, ci fu un aumento dei missionari cristiani nell'impero ottomano. Ciò ha creato la preoccupazione che i musulmani si convertissero al cristianesimo e abbandonassero il servizio militare. In risposta a questa paura, l'Impero Ottomano finì per fare una politica secondo cui la conversione non sarebbe stata consentita. In breve, i convertiti al cristianesimo potrebbero essere arrestati e puniti. Le nuove libertà erano anche impopolari presso alcuni membri non musulmani della popolazione ottomana. I sudditi cristiani, ad esempio, erano arrabbiati per essere stati messi sullo stesso livello degli ebrei.

## Âli Pascià contro l'opposizione
Âli Pascià combatté costantemente contro il sultano sui poteri del Gran Visir durante il suo mandato. Non solo ha insistito sul fatto che il sultano deferisse a lui le nomine ministeriali, ma anche i segretari e persino gli assistenti. Âli Pascià era anche noto per rimuovere coloro che erano politicamente in disaccordo, come i giovani ottomani. I giovani ottomani erano contro la riforma di Tanzimat e la consideravano un assecondamento alle richieste dell'Europa a scapito della legge della sharia. Ali Pascià, d'altra parte, voleva la fusione di tutte le materie fornendo pari opportunità nell'istruzione e nelle cariche pubbliche, con il risultato finale che i cristiani non si sarebbero più visti oppressi dallo stato ottomano, portando quindi a un impero più stabile. Questa idea di fusione dei cittadini ottomani era conosciuta come ottomanismo e i giovani ottomani non condividevano questo punto di vista, esprimendo le loro opinioni attraverso i media come i giornali. Sebbene le tattiche di opposizione dei giovani ottomani rientrassero nei confini della censura di Istanbul, Âli Pascià chiuse i loro giornali e li bandì.

## Morte ed eredità
Il suo amico intimo e collega riformatore di Tanzimat era Fu'ad Pascià, che morì nel 1869 come ministro degli esteri ad interim. Alla sua morte, Âli Pascià assunse il ruolo di ministro degli esteri e primo ministro (gran visir). In lutto per la morte di Fu'ad Pascià, e con l'ulteriore stress di attuare le riforme da solo, la salute di Âli Pascià iniziò a peggiorare. Fu colpito dalla tubercolosi e morì il 7 settembre 1871 dopo tre mesi di malattia, all'età di 56 anni.
In risposta alla sua morte, i giovani ottomani tornarono dall'esilio, sperando di trovare un governo più in linea con i loro ideali. Il periodo Tanzimat è terminato. Il nuovo visir, Mahmud Nedim Pascià, era un sostenitore dell'assolutismo sultano, e l'unica cosa che condivideva con i giovani ottomani era la convinzione di un carattere islamico dell'Impero Ottomano.
Nel 1910 fu pubblicato un testamento politico del defunto Âli Pascià. Il documento fu scritto nel 1871, poco prima della sua morte, ed era indirizzato al sultano Abdül Aziz. In esso, racconta i suoi successi come mantenere intatto l'Impero Ottomano, migliorare la burocrazia, affrontare le rivolte con piccole concessioni, iniziare la costruzione di ferrovie e la pacificazione con le potenze europee. Cita anche alcuni fallimenti da parte sua, come il sistema fiscale inadeguato, e continua a dare al sultano consigli per il futuro. Tali consigli includono il mantenimento della libertà religiosa, l'accettazione dei non musulmani nelle forze armate e nella pubblica amministrazione e il miglioramento del sistema fiscale impiegando società controllate per la riscossione delle tasse. Tuttavia, esistono dei dubbi sull'accuratezza o l'autenticità di questo documento.